# Михаэль Кюхмайстер
Михаэ́ль Кюхма́йстер фон Ште́рнберг (нем. Michael Küchmeister von Sternberg; 1360 или 1370 — 15 декабря 1423 года, Данциг) — 28-й великий магистр Тевтонского ордена с 1414 по 1422 год.

## Биография

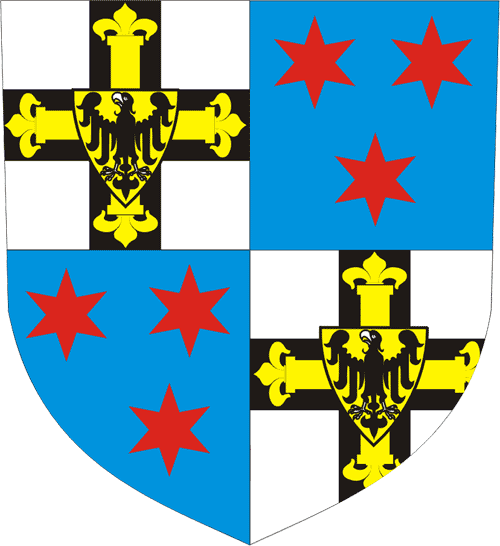
Герб великого магистра Михаэля Кюхмайстера

Михаэль Кюхмайстер родился в 1360 или 1370 году в Силезии. Происходил из старинного дворянского рода Кюхмайстер фон Штернбергов (нем.), маркграфов Мейсена. После вступления в молодом возрасте в Тевтонский орден начал свою службу в Балге, откуда рыцари совершали походы на Литву. Позже занял должность комтура замка Райн, с 1396 по 1402 год был прокурором (судьёй) Растенбурга, с 1400 года был также эльбингским казначеем (нем. schäffer). С 1402 по 1405 год занимал должность великого казначея (нем. großschäffer) в Кёнигсберге. С 1404 года — фогт Самогитии, а с 1410 — Ноймарка.
После поражения Ордена в битве при Грюнвальде 15 июля 1410 года Михаэль Кюхмайстер сделал попытку восстановить утраченные позиции крестоносцев. Собрав четырёхтысячную армию наёмников и собственных вассалов, выступил на поляков, однако 10 октября 1410 года был разбит в битве под Короновым. Сам Кюхмайстер был пленён и заключён под стражу в Хенцинском замке (пол.).
После заключения мира Михаэль был освобождён и вернулся в Орден. С 1411 по 1414 год занимал должность маршала Тевтонского ордена. В 1412 году был главой тевтонской делегации на третейском суде в Буде, где условия Торуньского мира были подтверждены. Недовольный таким исходом дела великий магистр Генрих фон Плауэн обвинил Кюхмайстера в невыполнении полученной инструкции.
Генрих фон Плауэн отказался подчиниться решению суда и решил начать военную кампанию. Войска вошли в северную Польшу, однако вскоре поднялся бунт: рыцари не верили в успех, считая, что орден ещё недостаточно оправился после разгрома под Грюнвальдом. Больной фон Плауэн собрал капитул, на котором обвинил орденских военачальников в измене. Однако члены капитула не повиновались магистру, в результате чего, Генрих был осуждён и заключён под стражу. 7 января 1414 года магистр Генрих фон Плауэн официально отказался от должности великого магистра.
Основную роль в отстранении фон Плауэна играл именно Кюхмайстер, который и стал следующим великим магистром. Новый глава Ордена начал правление с проведения внутренних реформ с целью восстановления мощи государства: восстановил городские советы, на суде в Братиане (пол.) амнистировал членов прусского Союза Ящерицы, предавшего Орден в недавней войне, а также боролся со злоупотреблением властью чиновниками.
Кюхмайстер сделал попытку урегулировать отношения с поляками, однако король польский Владислав II Ягайло наотрез отказался вступать в переговоры, требуя восстановления в должности фон Плауэна. Ягайло был неудовлетворён условиями Торуньского мира и стремился использовать слабость Ордена в полной мере. В июне 1414 года в Ленчицком замке (пол.) Ягайло объявил Ордену войну. Польско-литовская армия вторглась в пределы Пруссии, однако крестоносцы, не желая вступать в открытый бой, закрылись в замках. В этих условиях великий магистр отправил папе Иоанну XXIII письмо с просьбой остановить Ягайло, в результате чего тот был вынужден согласиться на урегулирование конфликта на Констанцском соборе.
В марте 1422 году Михаэль Кюхмайстер подал в отставку, а 15 декабря 1423 года умер в Данциге. был похоронен в усыпальнице великих магистров Ордена в часовне св. Анны в Мариебургском замке.